# Copa Internacional Renner
A Copa Renner, também conhecida como Copa Internacional Renner, foi um torneio de verão de caráter amistoso promovido pela Indústria de Tintas Renner, que patrocinava equipes do Brasil, Uruguai e Paraguai na década de 1990. A Copa foi disputada duas vezes, sempre nos intervalos dos principais campeonatos dos países sul-americanos.

## História
A primeira edição aconteceu em 1996, na cidade de Cidreira, no Rio Grande do Sul. A taça internacional contou com a participação de Grêmio (BRA), Sport (BRA), Nacional (URU) e Cerro Porteño (PAR). O Grêmio eliminou o Nacional por 3 x 2, enquanto o Sport venceu o Cerro por 2 x 0. Na final, após um empate em 2 x 2 no tempo normal entre as equipes brasileiras, o Tricolor Gaúcho venceu nos pênaltis.
A segunda Copa Renner aconteceu em 1997, em Recife, Pernambuco. O torneio foi disputado na Ilha do Retiro, estádio pertencente ao Sport Club do Recife. Assim como no ano anterior, o Rubro-Negro pernambucano eliminou o Cerro Porteño na semifinal, também por 2 x 0. O Nacional enfrentou o Bahia, que entrou na vaga deixada pelo Grêmio. Mais uma vez os uruguaios não alcançaram a final. O Bahia goleou por 4 x 1. Na decisão entre os rivais nordestinos, o Bahia e Sport fizeram uma grande partida, que terminou empatada em 3 x 3, diante de 6.892 torcedores no estádio. Os baianos levaram a melhor nos pênaltis, deixando novamente o Sport com o vice-campeonato da Copa Internacional Renner.

## Resultados
| Ano           | Final   | Final             | Final | Eliminados na semifinal | Eliminados na semifinal | Eliminados na semifinal | Sede                                    |
| Ano           | Campeão | Placar            | Vice  | 3º Lugar                |                         | 4º Lugar                | Sede                                    |
| ------------- | ------- | ----------------- | ----- | ----------------------- | ----------------------- | ----------------------- | --------------------------------------- |
| 1996 Detalhes | Grêmio  | 2 – 2 (4 – 2 pen) | Sport | Nacional                | -                       | Cerro Porteño           | Estádio Municipal de Cidreira, Cidreira |
| 1997 Detalhes | Bahia   | 3 – 3 (5 – 4 pen) | Sport | Cerro Porteño           | -                       | Nacional                | Ilha do Retiro, Recife                  |

## Participações
- Sport          2 vezes
- Nacional       2 vezes
- Cerro Porteño  2 vezes
- Grêmio         1 vez
- Bahia          1 vez